# Katharina Hertwig
Katharina Hertwig (* 23. November 1878 in Leipzig; † 1953 in Zella-Mehlis) war eine deutsche Politikerin (DNVP).

## Leben
Nach dem Besuch der Höheren Mädchenschule absolvierte Hertwig eine Ausbildung als Malerin und Grafikerin. Danach übte sie private soziale Tätigkeiten in den Jugendpflege aus. Während des Ersten Weltkrieges fungierte sie als Referentin für den Hilfsdienst des Kriegsamtes bei verschiedenen Armeen an der Westfront. Nach dem Kriegsende arbeitete sie als Sozialbeamtin beim Arbeitsamt Leipzig. In der Zeit der Weimarer Republik schloss sie sich den Deutschnationalen an und war seit April 1925 Geschäftsführerin des DNVP-Landesverbandes Merseburg mit Sitz in Halle (Saale). Von 1928 bis 1932 sowie erneut 1933 war sie Mitglied des Preußischen Landtages.